# Torneo de New Haven 2015
El Connecticut Open 2015 será la 47.ª edición del torneo femenino de tenis de la Serie Premier de la WTA Tour 2015. Se llevará a cabo en el Centro de Tenis Cullman-Heyman en New Haven, Connecticut, Estados Unidos, del 23 de agosto al 29 de agosto. Se utilizarán canchas duras al aire libre.

## Cabezas de serie

### Individual femenino
| Tenista             | Ranking | Preclasificada |
| Simona Halep        | 3       | 1              |
| Petra Kvitová       | 4       | 2              |
| Caroline Wozniacki  | 5       | 3              |
| Lucie Šafářová      | 6       | 4              |
| Karolína Plíšková   | 7       | 5              |
| Timea Bacsinszky    | 14      | 6              |
| Agnieszka Radwańska | 15      | 7              |
| Sara Errani         | 16      | 8              |

- Ranking del 17 de agosto de 2015

### Dobles femenino
| Tenista                              | Ranking | Preclasificada |
| Martina Hingis Sania Mirza           | 3       | 1              |
| Lucie Šafářová Bethanie Mattek-Sands | 11      | 2              |
| Tímea Babos Kristina Mladenovic      | 19      | 3              |
| Caroline Garcia Katarina Srebotnik   | 31      | 4              |

## Campeonas

### Individual femenino
Petra Kvitová venció a  Lucie Šafářová por 6-7(6), 6-2, 6-2

### Dobles femenino
Julia Goerges /  Lucie Hradecká vencieron a  Chia-Jung Chuang /  Chen Liang por 6-3, 6-1